# Charles J. Fillmore
Charles John Fillmore (* 9. August 1929 in St. Paul, Minnesota; † 13. Februar 2014 in San Francisco) war ein US-amerikanischer Linguist. Er war der Begründer der Kasusgrammatik und der Frame-Semantik und gehörte zu den Begründern und wichtigsten Vertretern der Konstruktionsgrammatik. Außerhalb der Linguistik im engeren Sinn hatten seine Arbeiten zur Frame-Semantik auch einen wichtigen Einfluss auf Methoden der Lexikografie.

## Karriere
Fillmore promovierte 1961 an der University of Michigan. Von 1961 bis 1971 war er Professor für Linguistik an der Ohio State University. Von 1971 bis zu seiner Emeritierung war er Professor für Linguistik an der University of California, Berkeley. Zuletzt war er der Leiter des FrameNet-Projekts. Seit 1984 war er Mitglied der American Academy of Arts and Sciences. Er verstarb am 13. Februar 2014 an Krebs.
In der Frühphase seiner Laufbahn entwickelte Fillmore im Rahmen der Transformationsgrammatik seine Theorie der Kasusgrammatik, die davon ausging, dass jede Nominalphrase in einem Satz einen sogenannten Tiefenkasus hat, der ihr syntaktisches Verhalten bestimmt. Fillmore löste seine Idee des Tiefenkasus bald von der Transformationsgrammatik ab und entwickelte sie im Rahmen seiner Frame-Semantik zu einer allgemeineren Theorie semantischer Rollen weiter. Fillmore war zunächst nicht mehr vorrangig an den grammatischen Eigenschaften semantischer Rollen interessiert. Als später die Frame-Semantik in die wichtigsten Versionen der Konstruktionsgrammatik integriert wurde, rückte auch die Beziehung zwischen der semantischen Rolle und dem syntaktischen Verhalten von Nominalphrasen wieder ins Blickfeld seiner Forschung.

## Werke (Auswahl)
- "The Case for Case." In E. Bach and R. Harms (eds.): Universals in Linguistic Theory. New York: Holt, Rinehart, and Winston, 1968, S. 1–88.
- mit B. T. Atkins: Towards a frame-based lexicon: the case of RISK. In: A. Lehrer und E. Kittay (eds.): Frames, Fields, and Contrasts. New Essays in Semantic and Lexical Organization. Hillsdale NJ: Lawrence Erlbaum Publishers, 1992, S. 75–102.
- "Corpus linguistics" vs. "Computer-aided armchair linguistics". In J. Svartvik (ed.): Directions in Corpus Linguistics. Berlin: Mouton de Gruyter, 1992, S. 35–60.
- Humor in academic discourse. In A. D. Grimshaw und P. J. Burke (eds.): What’s going on here? Complementary studies of professional talks. Norwood NJ: Ablex, 1994, S. 271–310.
- mit B. T. Atkins: Starting where the dictionaries stop: the challenge of corpus lexicography. In B. T. Atkins und A. Zampolli (eds.): Computational Approaches to the Lexicon. Oxford University Press, 1994, S. 349–393.